# Ordre de bataille de l'opération Market Garden
Ce qui suit est l'ordre de bataille des armées alliées et allemandes durant l'opération Market Garden (Pays-Bas, 17 – 25 septembre 1944).

## Forces alliées
Le général américain Dwight D. Eisenhower est le commandant suprême du  Supreme Headquarters Allied Expeditionary Force (SHAEF) et est à ce titre le responsable de la planification et de l'exécution de l'ensemble de l'opération. L'Air Chief Marshal Sir Arthur Tedder est son adjoint, tandis que le major général Walter Bedell Smith est son chef d'état-major. 

### 21eGroupe d’armées britannique
Field Marshal Bernard Montgomery

#### Première armée aéroportée alliée
Lieutenant General Lewis H. Brereton

#### Premier corps d'armée aéroportée britannique
Lieutenant-General Frederick Browning. Il est également l'adjoint de Brereton dans la Première armée aéroportée alliée
- 1re division aéroportée - Major-General Roy Urquhart
  - 1re Brigade de parachutistes - Brigadier Gerald Lathbury
    - 1er Bataillon de parachutistes - Lieutenant Colonel David Dobie
    - 2e Bataillon de parachutistes - Lieutenant Colonel John Frost
    - 3e Bataillon de parachutistes - Lieutenant Colonel John Fitch

  - 4e Brigade de parachutistes  - Brigadier John Hackett
    - 10e Bataillon de parachutistes - Lieutenant Colonel Kenneth B.I. Smyth
    - 11e Bataillon de parachutistes - Lieutenant Colonel George H. Lea
    - 156e Bataillon de parachutistes - Lieutenant Colonel Sir Richard de Vœux

  - 1re brigade aéroportée - Brigadier Philip Hugh Whitby Hicks
    - 2e Bataillon du South Staffordshire Regiment - Lieutenant Colonel W. D. H. McCardie
    - 7e Bataillon du King's Own Scottish Borderers - Lieutenant Colonel Robert Payton-Reid
    - 1er Bataillon du Border Regiment - Lieutenant Colonel Thomas Hadden

- - 1er Régiment aéroporté léger, Royal Artillery
  - Régiment de pilotes de planeurs
- 1re Brigade indépendante de parachutistes polonais - Major-General Stanisław Sosabowski
  - 1er Bataillon de parachutistes d'infanterie - Major Marian Tonn
  - 2e Bataillon de parachutistes d'infanterie - Major Waclaw Ploszewski
  - 3e Bataillon de parachutistes d'infanterie - Capitaine Waclaw Sobocinski
- 52e Division d'infanterie britannique - Major-General E. Hakewell-Smith (la division n'a pas pris part à l'opération)
  - 7e Bataillon du Manchester Regiment
  - 155e Brigade - Brigadier J. F. S. McLaren 
    - 4e Bataillon du King's Own Scottish Borderers
    - 6e Bataillon  du Highland Light Infantry
    - 7/9e Bataillon du Royal Scots

  - 156e Brigade - Brigadier C. N. Barclay 
    - 1er Bataillon du Glasgow Highlanders
    - 4/5e Bataillon du Royal Scots Fusiliers
    - 6e Bataillon du Queen's Own Cameron Highlanders

  - 157e Brigade - Brigadier J. D. Russell 
    - 5e Bataillon du King's Own Scottish Borderers
    - 5e Bataillon du Highland Light Infantry
    - 7e Bataillon du Queen's Own Cameron Highlanders

  - 1er Régiment de Montagne
  - 54e Régiment Anti-Tank, Royal Artillery
  - 79e Field Regiment, Royal Artillery
  - 80e Field Regiment, Royal Artillery
  - 186e Field Regiment, Royal Artillery

- 82e division aéroportée US - Brigadier General James M. Gavin
  - 504e Régiment de parachutistes d'infanterie - Lieutenant Colonel Reuben Henry Tucker III
    - 1er Bataillon - Major William E. Harrison
    - 2e Bataillon - Major Edward N. Wellems
    - 3e Bataillon - Major Julian A. Cook

  - 505e Régiment de parachutistes d'infanterie - Colonel William E. Ekman 
    - 1er Bataillon - Major Talton W. Long
    - 2e Bataillon - Lieutenant Colonel Benjamin H. Vandervoort
    - 3e Bataillon- Major James L. Kaiser

  - 508e Régiment de parachutistes d'infanterie - Lieutenant Colonel Roy E. Lindquist
    - 1er Bataillon - Lieutenant Colonel Shields Warren Jr.
    - 2e Bataillon - Major Otho E. Holmes
    - 3e Bataillon - Lieutenant Colonel Louis G. Mendez Jr

  - 325e Régiment d'infanterie de planeur - Colonel Charles Billingslea
    - 1er Bataillon - Lieutenant Teddy H. Sanford
    - 2e Bataillon - Major Charles M. Major
    - 2e Bataillon (401st GIR) - Major Osmond H. Leahy

  - 376e Bataillon d'artillerie de campagne aéroportée - Lieutenant Colonel Wilbur M. Griffith
  - 319e Bataillon d'artillerie de campagne aéroportée par planeurs - Lieutenant Colonel James C. Todd
  - 320e Bataillon d'artillerie de campagne aéroportée par planeurs - Lieutenant Colonel  Paul E. Wright

- 101e Division aéroportée US  - Major General Maxwell D. Taylor
  - 501e Régiment de parachutistes d'infanterie - Colonel Howard R. Johnson
    - 1er Bataillon - Lieutenant Colonel Harry W. Kinnard
    - 2e Bataillon - Lieutenant Colonel Robert Ballard
    - 3eBataillon - Ewel

  - 502e Régiment de parachutistes d'infanterie  - Lieutenant Colonel John H. Michaelis
    - 1er Battalion - Lieutenant Colonel Patrick C. Cassidy
    - 2e Battalion - Chapman
    - 3e Battalion - Lieutenant Colonel Robert G. Cole

  - 506e Régiment de parachutistes d'infanterie# - Colonel Robert Sink
    - 1er Battalion - Lieutenant Colonel LaPrade
    - 2e Battalion - Lieutenant Colonel Robert L. Strayer
    - 3e Battalion - Major Oliver M. Horton

  - 327e Glider Infantry Regiment - Colonel Harper
    -       - 1er Battalion - Sallee

    - 2e Battalion - Lieutenant Colonel Thomas J. Rouzie
    - 3e Battalion - Lieutenant Colonel  Ray C. Allen
    - 1er Battalion (401st GIR)

  - 377e Bataillon d'artillerie de campagne aéroporté - Elkins
  - 321e Bataillon d'artillerie de campagne aéroportée par planeurs - Carmichael
  - 907e Bataillon d'artillerie de campagne aéroportée par planeurs - Colonel Clarence Nelson

#### Deuxième armée britannique
Lieutenant-General Miles Dempsey

##### VIIIeCorps
Lieutenant-General Richard O'Connor
- 3e Division d'infanterie britannique - Major-General Lashmer Whistler
- 11e Division blindée britannique - Major-General George Philip Bradley Roberts
- Brigade Piron (Belgique) - Colonel Jean-Baptiste Piron
- 4e Brigade blindée britannique - Brigadier Michael Carver, Baron Carver

##### XIIeCorps
Lieutenant-General Neil Ritchie
- 7e Division blindée - Major-General Gerald L. Verney
- 15e Division d'infanterie écossaise - Major-General Colin Muir Barber
- 53e Division d'infanterie galloise - Major-General Robert Knox Ross

##### XXXeCorps
Lieutenant-General Brian Horrocks
- 2nd Household Cavalry Regiment
- Guards Armoured Division - Major-General Allan H.S. Adair
  - 2nd Armoured Reconnaissance Battalion Welsh Guards
  - 5th Guards Armoured Brigade
    - 2e Bataillon blindé des Grenadier Guards
    - 1er Bataillon blindé des Coldstream Guards
    - 2e Bataillon blindé des Irish Guards
    - 1er Bataillon motorisé des Grenadier Guards

  - 32e Brigade d'infanterie
    - 5e Bataillon des Coldstream Guards
    - 1er Bataillon des Welsh Guards
    - 3e Bataillon des Irish Guards

  - 1re Independent Machine Gun Company (Northumberland Fusiliers)
  - 55e Régiment royal d'artillerie de campagne
  - 153e Régiment royal d'artillerie de campagne
  - 21e Régiment royal d'artillerie anti-char
  - 94e Régiment royal d'artillerie légère anti-aérienne
  - 14e Escadron royal de déminage
  - 615e Escadron royal de déminage
  - 148th Field Park Squadron Royal Engineers
  - 11th Bridging Troop Royal Engineers
  - 310th Armoured Brigade Company Royal Army Service Corps
  - 224th Infantry Brigade Company Royal Army Service Corps
  - 535th Infantry Brigade Company Royal Army Service Corps
  - 5th Guards Armoured Brigade Workshop Royal Electrical and Mechanical Engineers
  - 32nd Guards Brigade Workshop Royal Electrical and Mechanical Engineers
  - 19th Field Ambulance Royal Army Medical Corps
  - 128th Field Ambulance Royal Army Medical Corps
  - 8th Guards Field Dressing Station Royal Army Medical Corps
  - 60th Field Hygiene Section Royal Army Medical Corps

- 43e Division d'infanterie (Wessex) - Major-General Gwilym Ivor Thomas
  - 8e Bataillon du Middlesex Regiment (Machine Gun)
  - 129e Brigade d'infanterie
    - 4e Bataillon Somerset Light Infantry
    - 4e Bataillon du Wiltshire Regiment
    - 5e Bataillon du Wiltshire Regiment

  - 130e Brigade d'infanterie
    - 4e Bataillon du Dorsetshire Regiment
    - 5e Bataillon du Dorsetshire Regiment
    - 7e Bataillon du Hampshire Regiment

  - 214e Brigade d'infanterie
    - 1er Bataillon du Worcestershire Regiment
    - 5e Bataillon du The Duke of Cornwall's Light Infantry
    - 7e Bataillon du Somerset Light Infantry

  - 8e Bataillon du Middlesex Regiment (Machine Guns)
  - 43e Reconnaissance Regiment Reconnaissance Corps
  - 94e Régiment royal d'artillerie de campagne
  - 112e Régiment royal d'artillerie de campagne
  - 179e Régiment royal d'artillerie de campagne
  - 59e  Régiment royal artillerie anti-char
  - 110e Régiment royal d'artillerie légère anti-aérienne
  - 13e Bridging Platoon Royal Engineers
  - 204e Field Company Royal Engineers
  - 207e Field Park Company Royal Engineers
  - 260e Field Company Royal Engineers
  - 553e Field Company Royal Engineers
  - 54e Company Royal Army Service Corps
  - 504e Company Royal Army Service Corps
  - 505e Company Royal Army Service Corps
  - 506e Divisional Company Royal Army Service Corps

- 50e division d'infanterie (Northumbrian) - Major-General Douglas Graham; Le 18 septembre, la division est transférée dans le VIIIe Corps
  - 2e Bataillon The Cheshire Regiment (Machine Gun)
  - 69e Brigade d'infanterie
    - 5e Bataillon de l'East Yorkshire Regiment
    - 6e Bataillon Green Howards
    - 7e Bataillon Green Howards

  - 151e Brigade d'infanterie
    - 6e Bataillon du Durham Light Infantry
    - 8e Bataillon du Durham Light Infantry
    - 9e Bataillon du Durham Light Infantry

  - 231e Brigade d'infanterie
    - 1er Bataillon du Dorsetshire Regiment
    - 1er Bataillon du Hampshire Regiment
    - 7e Bataillon du Devonshire Regiment

  - 2e Bataillon du Cheshire Regiment (Machine Guns)
  - 74e Régiment royal d'artillerie de campagne
  - 90e Régiment royal d'artillerie de campagne
  - 124e Régiment royal d'artillerie de campagne
  - 102e Régiment anti-tank (The Northumberland Hussars), Royal Artillery
  - 25th Light Anti-Aircraft Regiment, Royal Artillery
  - 233th Field Company Royal Engineers
  - 501st Field Company Royal Engineers
  - 505th Field Company Royal Engineers
  - 235th Field Park Company Royal Engineers

- 8e Brigade blindée - Brigadier George Erroll Prior-Palmer
- Royal Netherlands Brigade 'Prinses Irene' - Colonel A. de Ruyter van Steveninck

#### Combined Troop Carrier Command
(sous le contrôle opérationnel de la 1re armée aéroportée alliée)
- IX Troop Carrier Command - Major General Paul L. Williams (général)
  - 50th Troop Carrier Wing (C-47 Skytrain) - Brigadier General Julian M. Chappell
    - 439th, 440th, 441st, 442d Troop Carrier Groups

  - 52nd Troop Carrier Wing (C-47) - Brigadier General Harold L. Clark
    - 61st, 313th, 314th, 315th, 316th Troop Carrier Groups

  - 53rd Troop Carrier Wing (C-47) - Brigadier General Maurice M. Beach
    - 434th, 435th, 436th, 437th, 438th Troop Carrier Groups

- No. 38 Group RAF - Air Marshal L.M. Hollinghurst (RAF)
  - No. 190, 196, 295, 299, 570, 620, 644 Squadrons (Stirlings)
  - No. 296, 297 Squadrons (Armstrong Whitworth Albemarle)
  - No. 198, 644 Squadrons (Handley Page Halifax)
- No. 46 Group RAF - Air Commodore L. Darvall
  - No. 48, 233, 271, 437, 512, 575 Squadrons RAF (Douglas Dakota)
  - No. 437 Squadron RCAF

### Forces aériennes

#### Royal Air Force
Second Tactical Air Force - Air Marshal Sir Arthur Coningham
- 83e Group - Air Vice-Marshal Harry Broadhurst
  - RCAF 39e Reconnaissance Wing
  - 121e, 122e, 123e, 143e escadres (Typhoon)
  - 125e escadre (Spitfire)
  - RCAF 126e, 127e escadres (Spitfire)
- 2e Group - Air Vice-Marshal Basil Embry
  - 136e, 138e, 140e escadres (Mosquito)
  - 137e, 139e escadres (B-25 Mitchell)
- 84e Group - Air Vice Marshal Leslie Brown

Fighter Command - Air Marshal Roderick Hill
Bomber Command - Air Chief Marshal Sir Arthur Travers Harris
Coastal Command - Air Chief Marshal William Sholto Douglas

#### United States Army Air Forces
8e USAAF - Lieutenant General James H. Doolittle
 9e USAAF - Lieutenant General Hoyt S. Vandenberg

## Forces allemandes
La majorité des unités allemandes stationnées l'ouest du Rhin sont sous la responsabilité de l'Oberbefehlshaber Ouest (OB West), commandé à l'époque par le Generalfeldmarschall Gerd von Rundstedt.

### Forces armées allemandes aux Pays-Bas
Général de la Luftwaffe Friedrich Christiansen

### Groupe d'armées B
Generalfeldmarschall Walther Model

#### 2eSS-Panzerkorps
SS-Obergruppenführer Wilhelm Bittrich
- 9e Panzerdivision SS Hohenstaufen - SS-Oberführer Walter Harzer
- 10e Panzerdivision SS Frundsberg - SS-Brigadeführer Heinz Harmel
- Régiment en formation de la 1re division Fallschirm-Panzer Hermann Göring - Oberstleutnant Fritz Fullriede
- Kampfgruppe "Von Tettau" - Generalleutnant Hans von Tettau
- Kampfgruppe Kraft"-SS Sturmbannführer Sepp Kraft en formation et en remplacement du 16e bataillon de la 16e Panzergrenadier Division SS Reichsführer-SS

#### Quinzième Armée
Général Gustav-Adolf von Zangen

##### LXVIIIeCorps
Général Otto Sponheimer
- 346e Division d'infanterie - Generalleutnant Erich Deister
- 711e Division d'infanterie - Generalleutnant Josef Reichert

##### LXXXVIIIeCorps
Général Hans-Wolfgang Reinhard
- Kampfgruppe "Chill" - Generalleutnant Kurt Chill
- 59e Division d'infanterie - Generalleutnant Walter Poppe
- 245e Division d'infanterie - Oberst Gerhard Kegler
- 712e Division d'infanterie - Generalleutnant Friedrich-Wilhelm Neumann

##### LXXXVIeCorps
Général Hans von Obstfelder
- 176e Division d'infanterie - Oberst Christian-Johannes Landau
- Kampfgruppe "Walther"
- 6e Régiment de parachutistes - Oberstleutnant Friedrich August Freiherr von der Heydte
- 107eBrigade de Panzers - Major Freiherr von Maltzahn
- 7e Division de parachutistes  - Generalleutnant Wolfgang Erdmann
- 719e Division d'infanterie - Generalleutnant Karl Sievers

##### XIIeSS Corps
Obergruppenführer Kurt von Gottberg
- 180e Division d'infanterie - Generalleutnant Bernhard Klosterkemper
- 190e Division d'infanterie - Generalleutnant Ernst Hammer
- 363e Division d'infanterie - Generalleutnant Augustus Dettling

### Wehrkreis VI
Corps "Feldt" - General der Kavalerie Kurt Feldt
- 406e Division d'infanterie - Generalleutnant Scherbenning

### Luftwaffe West
Colonel General Kurt Student
- 1re Fallschirmarmee - Formée à partir d'un noyau d'unités disponibles, presque toutes en sous-effectifs ; au total 3 000 hommes, en septembre 1944.
  - Ier Corps de parachutistes
  - IIe Corps de parachutistes  - General der Fallschirmtruppen Eugen Meindl
  - 86e Corps